# Bibimys chacoensis
Bibimys chacoensis là một loài động vật có vú trong họ Cricetidae, bộ Gặm nhấm. Loài này được Shamel mô tả năm 1931.